# だからどうした!
『だからどうした!』は、KICK THE CAN CREWのMCであるKREVA、CUE ZEROによる音楽ユニット、BY PHAR THE DOPESTの2枚目のスタジオ・アルバム。発売元はBMG JAPAN。

## 解説
KREVAとCUEZEROの生誕30年、出会って20年、BY PHAR THE DOPESTが結成されて10年の記念として制作された。本作収録曲はすべて2人の生年、1976年リリース楽曲をサンプリング。ブックレットに、それらの曲名を記述。トラックは縛りがあったものの、その分ラップは縛りを設けず、広がりを持って制作できたという。

## パッケージ
DVD付初回盤と通常盤の2形態で発売。

## 収録曲
作詞・作曲：BY PHAR THE DOPEST（特記外）
1. ラストコンサート（3：55）
2. でっかい内緒話（2：53）
作詞：NOM+BY PHAR THE DOPEST
3. We Back!（2：56）
4. だからどうした!~あLet'S Go~（3：20）
5. Yeaaah!（4：09）
作曲：BY PHAR THE DOPEST・Rob Parissi
6. Daaam（2：19）
7. 恥じゃない（4：18）
作曲：BY PHAR THE DOPEST・Randy Edelman
8. 音愕業改（3：13）
9. 天国と地獄（4：02）
10. くれ万端（2：59）
11. アレ!~Let'S Talk About~（3：20）
12. ファット坊や（4：24）
13. やるぞやるぞとは聞いてはいたけどそれ以上にやる feat.BLAST RAMPAGE （4：41）
作曲：BY PHAR THE DOPEST・千晴・FU-JI
BLAST RAMPAGEは、くレーベル所属千晴、FU-JI。
14. 安全運転（3：23）
Mr.Drunkがプロデュース。
15. 1976のノイズ（3：29）

### 初回生産限定盤DVD
1. 「恥じゃない」PV本編
2. 「だからどうした〜あLet's go〜」PVメイキング映像